# Slatinský potok (přítok Zdobnice)
Slatinský potok je menší vodní tok v Podorlické pahorkatině, levostranný přítok Zdobnice v okrese Rychnov nad Kněžnou v Královéhradeckém kraji. Délka toku měří 4 km.

## Průběh toku
Potok pramení v lokalitě Velká strana severovýchodně od Slatiny nad Zdobnicí u silnice II/310 v nadmořské výšce 526 metrů a teče jihozápadním směrem. Ve Slatině nad Zdobnicí se potok stáčí k západu. Potok tvoří pomyslnou osu této vesnice, zprava přijímá několik bezejmenných toků a protéká kolem kostela Proměnění Páně. Slatinský potok se u PR Ve Slatinské stráni ve Slatině nad Zdobnicí zleva vlévá do Zdobnice v nadmořské výšce 383 metrů.